# Idioma siamou
El idioma siamou, también llamado idioma seme o idioma sɛmɛ, es una de las lenguas kru, que pertenecen a la familia de lenguas de las lenguas Níger-Congo. En 1999 contaba con 20.000 hablantes en el oeste de Burkina Faso y otros 20.000 en Costa de Marfil y Malí. En Burkina Faso se habla principalmente en la provincia de Kénédougou en el capital provincial de Orodara. El siamou tiene un dialecto principal, el bandougou. Además hay pequeñas diferencias dialectales entre el Siamou de Orodara y el de los pueblos circundantes.